# Gerhard Bringmann
Gerhard Bringmann (* 26. August 1951 in Münster) ist ein deutscher Chemiker. Er war Professor für Organische Chemie an der Universität Würzburg und ist seit 2017 dort Seniorprofessor. Er befasst sich besonders mit Naturstoffchemie.
Bringmann studierte ab 1970 Chemie (und Biologie) an der Universität Gießen und der Universität Münster (Diplom 1975) und wurde 1978 bei Burchard Franck in Münster promoviert.  Als Post-Doktorand war er bei Derek H. R. Barton am Forschungszentrum für Naturstoffchemie in Gif-sur-Yvette bei Paris. 1984 habilitierte er sich in Münster und wurde 1987 Professor in Würzburg (einen Ruf nach Wien schlug er zuvor aus).
Er befasst sich mit Isolierung, Strukturaufklärung, Biosynthese und Synthese von Naturstoffen aus Pflanzen, darunter auch pharmazeutisch wichtige Stoffe etwa gegen Malaria.
2006 erhielt er die Adolf-Windaus-Medaille, 2007 den Paul-J.-Scheuer-Preis. Er ist mehrfacher Ehrendoktor und hat gute Kontakte nach Afrika (besonders den Kongo). Er war Gastprofessor in Peking und an der Jinan-Universität. Bringmann ist Mitglied der Europäischen Akademie der Wissenschaften und Künste sowie der African Academy of Sciences.